# 습구 온도
습구 온도(Wet-bulb temperature, WBT)는 공기가 통과하는 물에 적신 천(습구 온도계)으로 덮인 온도계로 읽은 온도이다. 100% 상대습도에서 습구 온도는 공기 온도(건구 온도)와 같다. 낮은 습도에서는 증발 냉각으로 인해 습구 온도가 건구 온도보다 낮다.
습구 온도는 공기덩어리에서 공급되는 잠열과 함께 물이 증발하여 포화상태(상대습도 100%)까지 냉각된 공기덩어리의 온도로 정의된다. 습구 온도계는 실제(열역학적) 습구 온도에 가까운 온도를 나타낸다. 습구 온도는 현재 주변 조건에서 물의 증발만으로 도달할 수 있는 가장 낮은 온도이다.
열에 적응된 사람이라도 열지수 55 °C(131 °F)에 해당하는 습구 온도 32 °C(90 °F)를 넘으면 정상적인 야외 활동을 수행할 수 없다. 열지수 71 °C(160 °F)에 해당하는 35 °C(95 °F) 수치는 최대 6시간 노출에 대한 이론적 인간 생존 한계로 간주된다.

## 같이 보기
- 이슬점
- 열지수